# Берізка Кальвера
Берізка Кальвера (Convolvulus calvertii, у т. ч. Convolvulus tauricus (Bornm.) Juz.) — вид квіткових рослин родини берізкових (Convolvulaceae).

## Біоморфологічна характеристика
Це трав'яниста багаторічна рослина 10–25 см заввишки.

## Поширення
Крим, Північний Кавказ, Південний Кавказ, Туреччина, зх. Іран, Туркменістан.
В Україні вид зростає на сухих, переважно вапнякових схилах — у гірському Криму, звичайно.